# ميناء الإسكندرية الشرقي
ميناء الإسكندرية الشرقي أحد أقدم الموانئ في العالم حيث تم بناء أولى إنشاءاته عام 2000 ق.م. في قرية راقودة القديمة لخدمة المناطق الساحلية في جزيرة فاروس (الآن منطقة رأس التين بالمدينة). ويحده من الغرب خليج الأنفوشي. مياه الميناء الشرقي ضحلة وترسو به قوارب صيد ويخوت والآخر هو الميناء الغربي وهو ما يعرف بـ«ميناء الإسكندرية البحري».

## معرض الصور

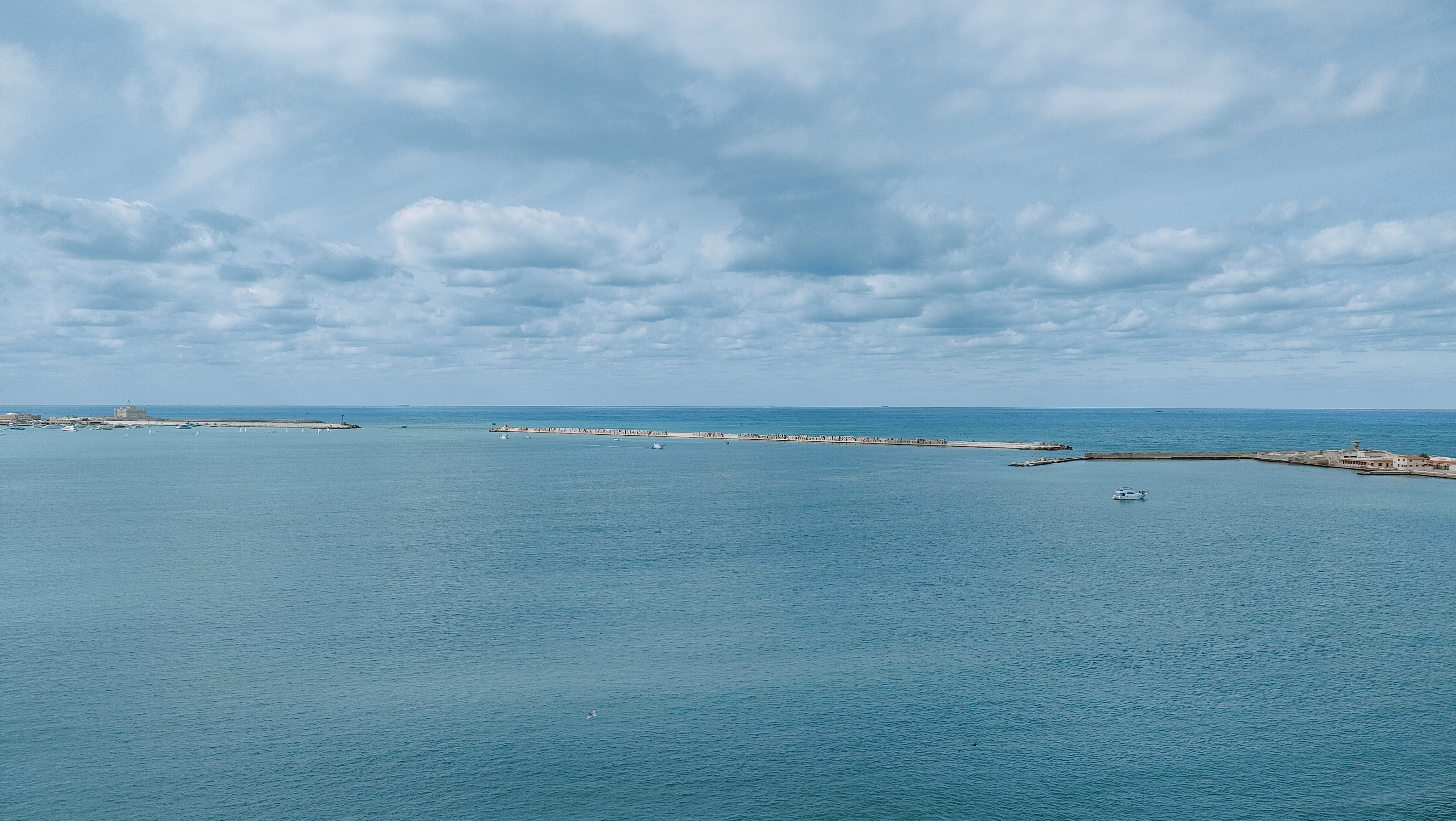
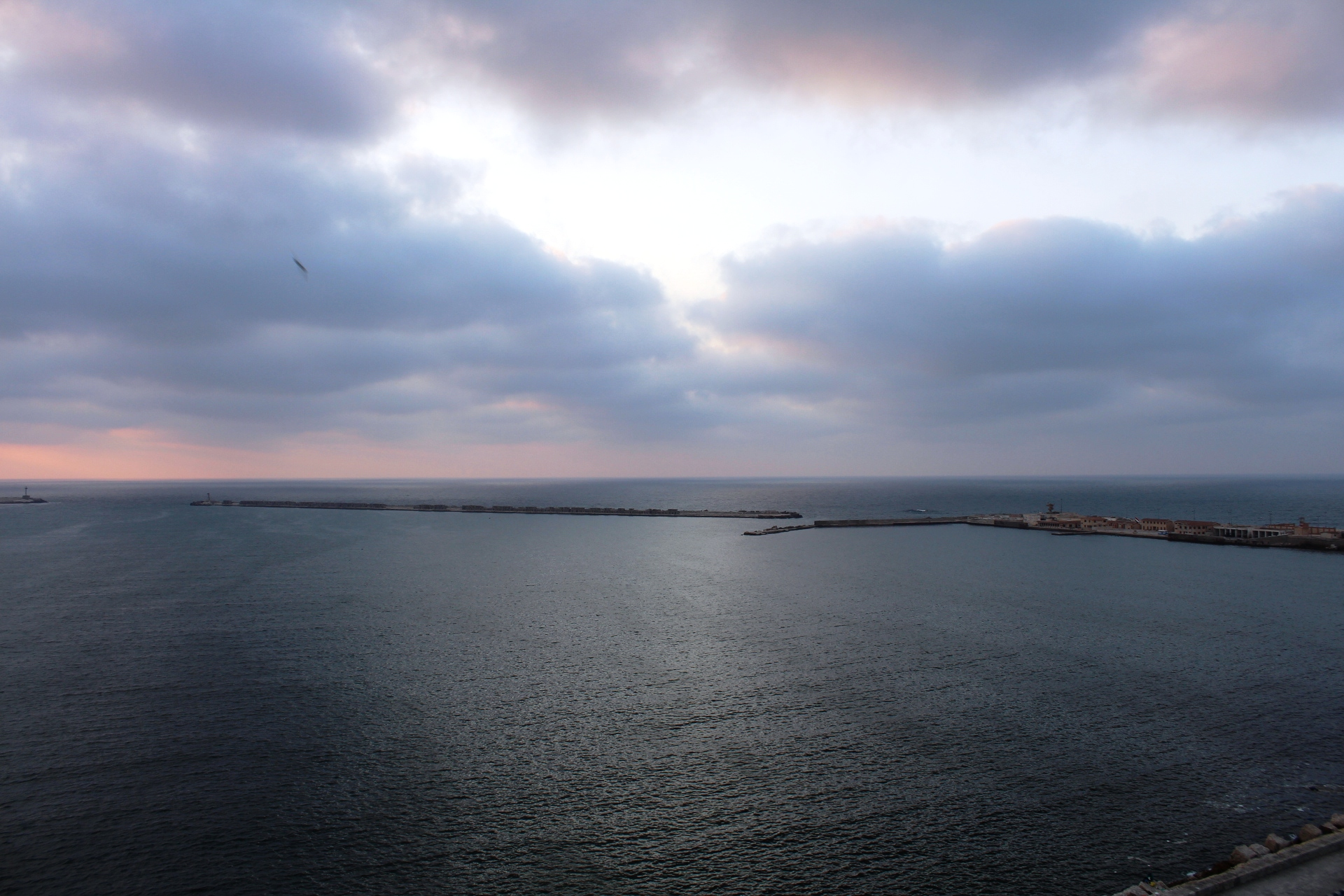
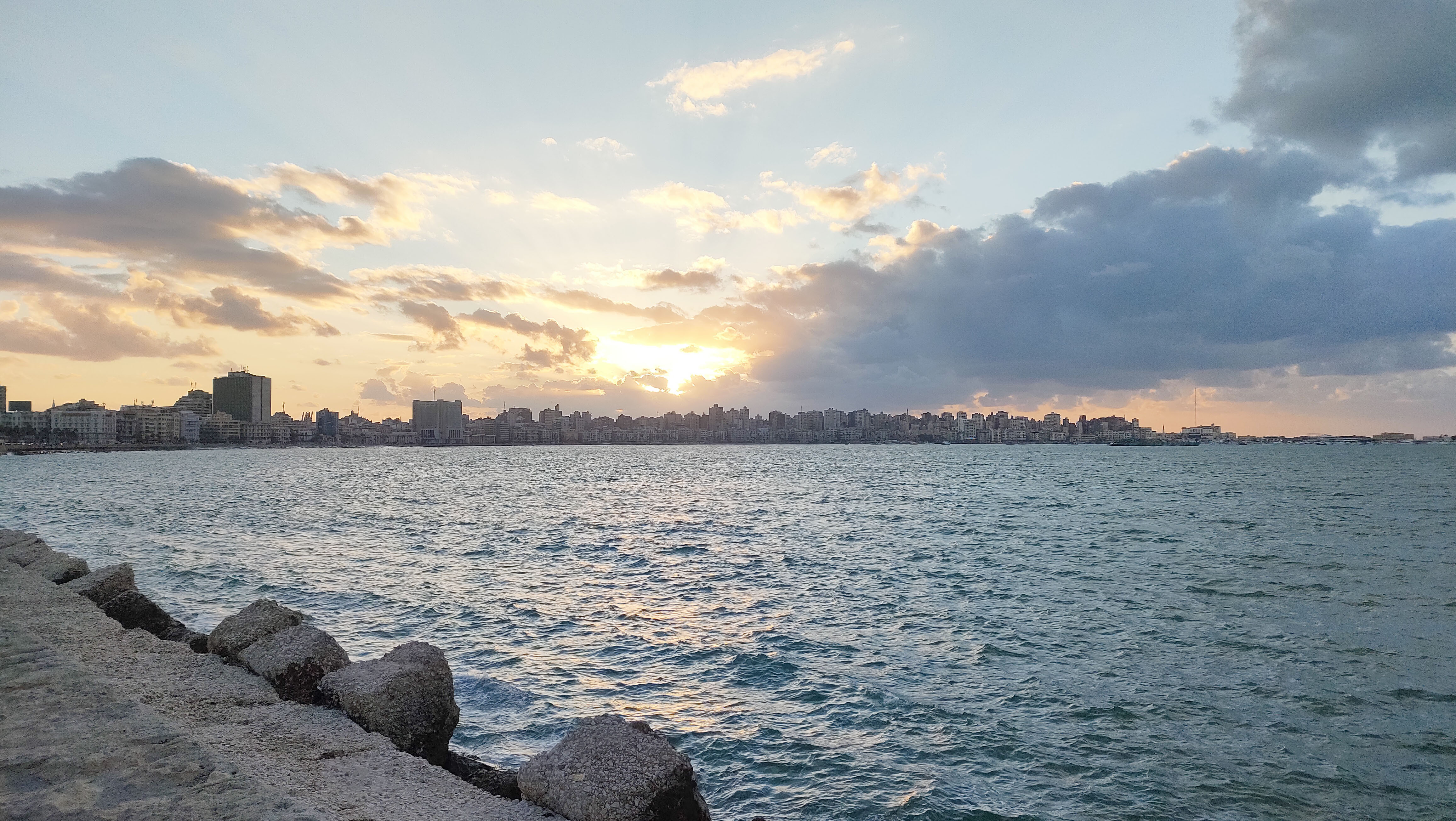